# Obornjača
Obornjača (serbisch Оборњача / Obornjača, ungarisch Völgypart) ist ein Dorf in Serbien in der autonomen Provinz Vojvodina, im Okrug Severni Banat. Sie gehört der Opština Ada an.

## Bevölkerung
1991 hatte das Dorf 455 Einwohner, diese deklarierten sich bei der Volkszählung wie folgt:
- 425 Ungarn (93,6 %)
- 18 Jugoslawen
- 9 Serben (2 %)
- 1 Sonstiger
- 1 Unbekannter
- 1 Regionaler.

2002 hatte das Dorf 389 Einwohner, diese deklarierten sich bei der Volkszählung wie folgt:
- 363 Ungarn (93,3 %)
- 14 Serben (3,6 %)
- 4 Jugoslawen
- 2 Muslime
- 1 Bunjewazen
- 1 Kroate
- 4 äußerten sich nicht.